# Black Leopards FC
El Black Leopards Football Club es un equipo de fútbol de Sudáfrica que juega en la Primera División de Sudáfrica, la segunda liga de fútbol más importante del país.

## Historia
Fue fundado en el año 1983 en la ciudad de Venda por empresarios de la localidad yen 1998 fue adquirido por la familia Thidiela, y 2 años más tarde logró la promoción a la Premier Soccer League, liga de la cual nunca ha sido campeón, ni ha ganado algún título de relevancia en su historia, siendo lo más cercano finalista del torneo de Copa en 1 ocasión.
A nivel internacional ha participado en 1 torneo continental, en la Copa Confederación de la CAF 2012, en la que fue eliminado en la Ronda de la eliminatoria por el Al-Merreikh de Sudán.

## Palmarés
- Copa de Sudáfrica: 0
  - Finalista: 1

2010-11

## Participación en competiciones de la CAF
| Temporada | Torneo                       | Ronda      | Club              | Casa | Visita | Global  |
| --------- | ---------------------------- | ---------- | ----------------- | ---- | ------ | ------- |
| 2012      | Copa Confederación de la CAF | Preliminar | Motor Action FC   | 1-1  | 2-0    | 3-1     |
| 2012      | Copa Confederación de la CAF | 1          | Saint Eloi Lupopo | 4-2  | 2-2    | 6-4     |
| 2012      | Copa Confederación de la CAF | 2          | Warri Wolves FC   | 2-0  | 1-3    | 3-3 (a) |
| 2012      | Copa Confederación de la CAF | Playoff    | Al-Merrikh SC     | 0-0  | 2-3    | 2-3     |

## Gerencia y Cuerpo Técnico
- Gerente Ejecutivo:  David Thidiela
- Gerente:  Samuel Khapathe
- Entrenador:  Morgan Shivambu
- Asistente del Entrenador:  Abel Makhubela

## Entrenadores destacados
| - Jacob Sakala - Gavin Hunt (julio de 2001–junio de 2002) - Arnaldo Salvado (2002) - Walter Rautmann (2003) - Ephraim Mashaba (febrero de 2004–marzo de 2005) - Jean-Yves Kerjean (2005) - Boebie Solomons (abril de 2006–marzo de 2008) - Bibey Mutombo (julio de 2006–octubre de 2006) - Mlungisi Ngubane (noviembre de 2006–enero de 2007) - Hans-Dieter Schmidt (enero de 2007–junio de 2007) | - Joel Masutha (interino) (marzo de 2008) - Augustine Eguavoen (marzo de 2008) - Sheppard Murape (marzo de 2008–junio de 2008) - Joel Masutha (junio de 2008–junio de 2009) - Mario Marinica (junio de 2009–junio de 2010) - Vladislav Heric (2009–2010) - Sunday Chidzambwa (octubre de 2010–octubre de 2011) - Vladislav Heric (octubre de 2011–mayo de 2012) - Sunday Chidzambwa (mayo de 2012–??) - Ian Palmer (octubre de 2012-diciembre de 2012) - Abel Makhubela (enero de 2013) - Kosta Papic (agosto de 2013-mayo de 2014) - Zeca Marques (junio de 2014-2017) - Jean-Francois Losciuto (2017) - Ivan Minnaert (2017) - Joel Masutha (interino) (diciembre de 2017-2019) - Cavin Johnson (2019-2020) - Patrick Aussems (2020) - Kosta Papic (2021) |

## Jugadores

### Jugadores Extranjeros
Solamente 5 jugadores no nacidos en Sudáfrica han jugado para este equipo, los cuales han sido:
- Djunga Munganga
- Harry Nyirenda
- Joshua Obaje
- Abbas Amidu
- Postnet Omony

### Altas y bajas 2018–19 (verano)
| Altas               | Altas     | Altas             | Altas   | Altas |
| Jugador             | Posición  | Procedencia       | Tipo    | Costo |
| ------------------- | --------- | ----------------- | ------- | ----- |
| Thokozani Sekotlong | Delantero | Mamelodi Sundowns | Cesión. | --    |

| Bajas   | Bajas    | Bajas   | Bajas | Bajas |
| Jugador | Posición | Destino | Tipo  | Costo |
| ------- | -------- | ------- | ----- | ----- |